# Marie-Thérèse Gadala
Pour les articles homonymes, voir Gadala.
Marie-Thérèse Gadala (née Lenglet le 24 janvier 1881 à Nancy et morte le 8 janvier 1970 à Cannes) est une écrivaine française.

## Biographie

### Voyages
Entre 1930 et 1931 elle visite Ouezanne, Rabat, Salé, Marrakech, Meknès, Volubilis, Moulay Idriss et Fès. De ce voyage elle en fait un livre : La Féerie Marocaine.
En juillet 1934 elle s'embarque pour l'Espagne, le Sénégal et l'Amérique du Sud.
C'est également en 1934 qu'elle visite l'Amérique et y écrit son livre Nouveau Monde.

### Vie littéraire
Prolifique, elle s'illustra en poésie et s'inspira pour ses œuvres de ses nombreux voyages (Moyen-Orient, Amérique, Indonésie...).
Elle fonde en 1933 l'Université libre de Passy avec Marcel Schulz.

## Vie personnelle
Née Lenglet, elle épouse Paul Gadala (1874-1968), agent de change  , dont elle a deux fils:
- Max Gadala (1907-1966), propriétaire de la jument Hyères III, époux d'Aline-Marie Allez puis d'Eliane Madeleine Marie Louis-Dreyfus, sœur de Pierre Louis-Dreyfus.
  - Inès Gadala (1932, épouse de Paul-Antoine Courcoux (1931-1992), directeur à Pont-à-Mousson), dont elle a eu quatre enfants :
    - François Courcoux (1962, marié à Dorothée Calmel, quatre enfants : Augustin, Charles, Stanislas et Julien)
    - Caroline Courcoux (1965, divorcée de Pierre Jacotin, trois enfants : Emilia, Lucien et Lise)
    - Marie-Noëlle Courcoux (1968, épouse de Patrice Petit, trois enfants : Robin, Tristan et Elliot)
    - Valérie Courcoux (1969, divorcée d'Arnaud Laboria, 4 enfants : Juliette, Pauline, Alexis et Antoine)
- Roland Gadala (1904-1992), administrateur des hauts fourneaux de Pont-à-Mousson[6],[7], des usines Peugeot et de Saint-Gobain, époux d'Edmée de Lenclos, Evelyne Moss-Barthelemy, Suzanne Roxanne Renglet, Alexandra Alexandrine Veronica Haak von Eschwege.
  - Marie France Gadala, épouse Frédéric Courcelle de Sibert, dont elle a trois enfants :
    - Isabelle de Sibert (1957, épouse Gérard Dusastre, quatre enfants, Benjamin, Quentin, Charles et Melody)
    - Geoffrey de Sibert (1959, marié à Isabela von Kotze, deux enfants Frédéric et Charlotte)
    - Christopher de Sibert (1971, marié à Eleonore Valais)[8].

  - Jean-Claude Gadala épouse Christiane Manuel (tante du vice-amiral Hervé Giraud et d'Henri-Christian Giraud) dont il a deux filles
    - Florence Gadala (épouse de la Morandière)
    - Solange Gadala (épouse Raymond).

## Œuvres
Poésie :
- La Symphonie éternelle, Paris, Société littéraire de France, 1921.
- Mon chat Mitsou, Devambez, 1921.
- « Vision », Septimanie,‎ 1er janvier 1923, p. 20-21 (lire en ligne)
- L'Anneau de Cristal, Paris, Figuière, 1927 ; préface d'Hélène Vacaresco.
- « Prière sur la Montagne », Septimanie,‎ 25 juin 1928, p. 22-23 (lire en ligne)
- Ombres, Paris, Éditions de la Revue mondiale, 1932.
- Cristal, Paris, Desclée de Brouwer, 1932. L'extrait L'Heure rose est à lire en ligne sur Gallica p.77
- « Roses », Poésie,‎ novembre 1932, p. 217 (lire en ligne)
- L'Eau qui court, Paris, La Caravelle, 1937. Illustré de bois originaux d'André Margat.
- Incantations, Abbeville, F. Paillart, 1947 ; préface du comte de Saint-Aulaire.
- Graines au vent, Abbeville, F. Paillart, 1950.
- Clarté du soir, Abbeville, F. Paillart, 1953.
- Chants du silence, Paris, Impr. des Compagnons du devoir du Tour de France, 1956.
- Sillages, Paris, Le Cerf-volant, 1963.

Prose :
- Tels que je les vois, Crès, 1926.
- Ceux que j'aime..., Figuière, 1927.
- Sermon sur l'amour, illustré par Pierre Laprade, 1928.
- « À travers l'Atlantide », Le Monde colonial illustré,‎ février 1928, p. 33-35 (lire en ligne)
- Le Féminisme de la Bible, Paris, Geuthner, 1930. Illustré de bois de Colette Pettier.
- Le dernier voyage de Lyautey l'Africain, Paris, La Caravelle, 1936.
- Andante, Abbeville, Les Presses française, 1944
- À travers la grande grille : mai 1940 à octobre 1941, Paris, Éditions du Grand Siècle, 1946.
- Cœurs et âmes, Abbeville, Les Presses française, 1949
- La Voix des autres, Paris, Éditions de la Plume d'Or, 1954.
- À travers la grande grille : octobre 1941 à juillet 1945, Paris, Éditions de la Plume d'Or, 1955.
- Pas sur le sable, Paris, Éditions la Tour du guet, 1957.
- Feux verts, Paris, Éditions la Tour du guet, 1959.
- Bretagne d'hier, Bretons d'aujourd'hui, Paris, Editions de la Tour du Guet, 1961. Illustré par Thieri Foulc
- Pages d'une vie, journal... , Paris, Le Cerf-Volant, 1970
- Soleil couchant, Paris, Le Cerf-volant, 1970.

Récits de voyage :
- Sous le ciel d'Afrique, Paris, Librairie des Humanités Contemporaines, 1923
- L'Andalousie sentimentale, Paris, Éditions de la Nouvelle Revue Critique, 1928. Illustré.
- La Féerie marocaine, Grenoble, Arthaud, 1931. Gouaches de Si Mammeri.
- Égypte - Palestine. Du Sphinx à la Croix, Grenoble, Arthaud, 1932. Ouvrage illustré par des aquarelles de Marius Hubert-Robert.
- Nouveau monde. Impressions d'Amérique, Paris, Société française de librairie et d'édition, 1934 ; préface de Maurice Dekobra.
- Le Portugal, avec Louis Papy, Grenoble, Arthaud, 1935.
- Rio. Huitième merveille du monde, Abbeville, Les Presses françaises, 1936.
- Fleurs océaniennes. Java - Bali, Abbeville, Les Presses françaises, 1938. Illustré.
- Escale japonaise, Paris, Édition de la Tour du Guet, 1960

## Distinctions
Elle reçut plusieurs prix de l'Académie française : en 1929 le Prix Dodo pour son ouvrage L'Andalousie sentimentale, le Prix Anaïs Ségalas en 1950 pour Cœurs et âmes et le Prix Juliette de Wils en 1965 pour son recueil de poèmes Sillages.